# پایگاه هوایی مانوتیک اتاوا (هوپ فیلد)
پایگاه هوایی مانوتیک اتاوا (هوپ فیلد) (به انگلیسی: Ottawa/Manotick (Hope Field) Aerodrome) یک فرودگاه خصوصی است که یک باند فرود چمن دارد و طول باند آن ۸۵۳ متر است. این فرودگاه در شهر اتاوا کشور کانادا قرار دارد و در ارتفاع ۹۶ متری از سطح دریا واقع شده است.